# Bundesleitprojekt Virtuelle Fachhochschule
Das Bundesministerium für Bildung und Forschung (BMBF) hat 1997 bundesweit einen Ideenwettbewerb zur Förderung und Nutzung von Internet und Multimedia für innovative Aus- und Weiterbildungsangebote an Hochschulen gestartet. Im Rahmen der nachfolgenden Ausschreibung wurde das Projekt Virtuelle Fachhochschule (VFH) als eines von fünf zur Förderung ausgewählt und mit mehr als 21 Mio. Euro unter der Fördernummer 21B8184 vom BMBF mitfinanziert. Der Projektträger "Innovationen in der Aus- und Weiterbildung" (PT IAW) beim Bundesinstitut für Berufsbildung (BiBB) hat das Leitprojekt fachlich und administrativ begleitet.

## Hintergrund
Die Globalisierung der Wirtschaft und die rasante Entwicklung im Bereich der Informations- und Kommunikationstechnologien, insbesondere die Potentiale, die sich durch die innovative Nutzung des Internets eröffneten, bewogen das Bundesministerium für Bildung und Forschung (BMBF), 1997 im Rahmen seiner Leitprojektstrategie zu einer Ausschreibung zum Themenfeld „Nutzung weltweit verfügbaren Wissens für Aus- und Weiterbildung und Innovationsprozesse“.
Das BMBF wollte die sich abzeichnenden Möglichkeiten von Multimedia und Internet für das Lernen und den Zugang zu Information und Wissen damit auch für die deutsche Hochschullandschaft nutzen und die Aktivitäten in der Nutzung der neuen Medien bündeln,
damit der internationale Anschluss an die anderen Industrienationen nicht verloren ging.
Die Auswahl der Leitprojekte erfolgte in einem 2-stufigen Verfahren. Zunächst wurden Ideenskizzen zum Themenfeld ausgeschrieben. Aus den über 250 eingereichten Projektvorschlägen wurden durch eine unabhängige Jury 15 ausgewählt, die aufgefordert wurden, ihre Skizze zu einem detaillierten Projektantrag auszuformulieren. Die Jury wählte aus diesen 15
Leitprojektanträgen schließlich 5 Leitprojekte aus, die zur Realisierung vorgeschlagen wurden.
Dazu gehörte die „Virtuelle Fachhochschule für Technik, Informatik und Wirtschaft (VFH)“. Die Bewilligung des Projektes erfolgte dann Ende 1998, die Projektlaufzeit betrug 5 Jahre, das Projektbudget 21,6 Millionen Euro, die in voller Höhe vom BMBF finanziert wurden. Die zunächst bis Ende 2003 bewilligte Projektlaufzeit wurde dann auf Ende 2004 mittelneutral verlängert.
Projektlaufzeit: 1. September 1999 bis 31. Dezember 2004

## Projektbeteiligte
Federführend für das Projektkonsortium war die Fachhochschule Lübeck unter der Projektleitung von Rolf Granow.
Projektpartner:
- FH Lübeck,
- Technische Hochschule Brandenburg,
- FH Nordostniedersachsen,
- Hochschule Stralsund,
- TFH Berlin,
- FH Braunschweig/Wolfenbüttel,
- FH Ostfriesland,
- FH Westküste,
- FH Gelsenkirchen,
- HS Bremerhaven,
- Universität zu Lübeck,
- IMIS, Universität zu Lübeck,
- Helmut-Schmidt-Universität/Universität der Bundeswehr Hamburg,
- Nordakademie

## Ziel/Aufgabe des Projektes
Das Bundesleitprojekt VFH hat innerhalb der Projektlaufzeit zwei Bachelor-/Master-Online-Studiengänge
erfolgreich konzipiert und entwickelt, sondern auch im Regelstudienbetrieb an
Hochschulen des Verbundes VFH nachhaltig implementiert. Besonders hervorzuheben ist, dass hier erstmals einheitliche Studien- und Prüfungsordnungen ländergrenzenübergreifend für ein gemeinsames Studium eingeführt worden sind.
Im Jahr 2001 wurde für den nachhaltigen Betrieb der Studiengänge an den Hochschulen der Hochschulverbund Virtuelle Fachhochschule gegründet. Der Verbund ist für die Durchführung und Qualitätssicherung der Lehre verantwortlich.
Nach Ende des Projektes hat die oncampus GmbH, eine Tochter der FH Lübeck, den technischen Systembetrieb des Online-Studiums für die Verbundhochschulen übernommen. Die Aktualisierung der Online-Module erfolgt jeweils von der zuständigen Hochschule. Für die FH Lübeck übernimmt dies der Bereich E-Learning@FH Lübeck unter der Leitung von Rolf Granow, der seit 10 Jahren verschiedene E-Learning-Projekte entwickelt.
Das Angebot der Virtuellen Fachhochschule erschließt neue Zielgruppen für die Hochschulausbildung und ermöglicht insbesondere die berufsbegleitende Aus- und Weiterbildung. Der Anteil der Teilzeitstudierenden überwiegt mit 65 %. 2009 haben im gesamten Hochschulverbund 2.300 Studierende das Angebot wahrgenommen.